# Akutan (Alaska)
|  | Per a altres significats, vegeu «Akutan». |

Akutan és una població dels Estats Units a l'estat d'Alaska. Segons el cens del 2007 tenia 749 habitants.

## Demografia
Segons el cens del 2000, Akutan tenia 713 habitants, 34 habitatges, i 17 famílies La densitat de població era de 19,6 habitants/km².
Dels 34 habitatges en un 20,6% hi vivien nens de menys de 18 anys, en un 32,4% hi vivien parelles casades, en un 14,7% dones solteres, i en un 47,1% no eren unitats familiars. En el 38,2% dels habitatges hi vivien persones soles el 2,9% de les quals corresponia a persones de 65 anys o més que vivien soles. El nombre mitjà de persones vivint en cada habitatge era de 2,21 i el nombre mitjà de persones que vivien en cada família era de 3.
Per edats la població es repartia de la següent manera: un 3,1% tenia menys de 18 anys, un 11,1% entre 18 i 24, un 48,2% entre 25 i 44, un 36,2% de 45 a 60 i un 1,4% 65 anys o més.
L'edat mediana era de 40 anys. Per cada 100 dones hi havia 334,8 homes. Per cada 100 dones de 18 o més anys hi havia 342,9 homes.
La renda mediana per habitatge era de 33.750 $ i la renda mediana per família de 43.125 $. Els homes tenien una renda mediana de 13.988 $ mentre que les dones 23.750 $. La renda per capita de la població era de 12.258 $. Cap de les famílies i el 45,5% de la població estaven per davall del llindar de pobresa.

## Poblacions més properes
El següent diagrama mostra les poblacions més properes.